# Tetraria pygmaea
Tetraria pygmaea là loài thực vật có hoa trong họ Cói. Loài này được Levyns miêu tả khoa học đầu tiên năm 1947.